# Jefferson Farfán
Jefferson Agustín Farfán Guadalupe (ur. 28 października 1984 w Limie) – peruwiański piłkarz, który grał na pozycji pomocnika. Srebrny medalista Copa América 2019. Brązowy medalista Copa América 2015. Uczestnik Mistrzostw Świata w 2018 roku.  

## Kariera klubowa
Karierę rozpoczął w 2001 w klubie Alianza Lima, w której grał do 2004, kiedy przeniósł się do holenderskiego PSV Eindhoven. 
Od 11 czerwca 2008 był piłkarzem Schalke 04 Gelsenkirchen, które zapłaciło za niego 10 milionów euro.
Latem 2015 roku przeszedł do Al-Jazira Club za 6 milionów euro. 
W 2017 roku, jako wolny zawodnik podpisał kontrakt z rosyjskim zespołem Lokomotiw Moskwa. W marcu 2021 roku wrócił do Alianzy. 
1 stycznia 2023 roku zakończył piłkarską karierę.

## Kariera reprezentacyjna
23 lutego 2003 roku zadebiutował w reprezentacji w meczu przeciwko Haiti. Farfán w tym meczu strzelił bramkę i zaliczył asystę. Ostatecznie spotkanie zakończyło się wynikiem 5:1 na konto Peruwiańczyków.
Brał udział w eliminacjach do Mistrzostw Świata w 2006 roku.
Został powołany do kadry na Copa América 2007. Rozegrał trzy mecze grupowe. Pierwszy przeciwko reprezentacji Urugwaju, gdzie zaliczył asystę do Miguel Villalta. Końcowo spotkanie zaliczyło się zwycięstwem Peru 3:0. Drugi mecz odbył się naprzeciw reprezentacji Wenezueli, który zakończył się przegraną Peruwiańczyków 0:2. Ostatni mecz o wyjście z grupy został rozegrany w spotkaniu przeciwko reprezentacji Boliwii, który zakończył się remisem 2:2, a Peru wyszło z grupy. Ćwierćfinał przesiedział na ławce, który Peruwiańczycy przegrali i odpadli z turnieju.
Brał udział w eliminacjach do Mistrzostw Świata w 2010 i 2014 roku.
Występował na Copa América w 2015 roku. Pierwszy mecz został rozegrany przeciwko reprezentacji Brazylii, który zakończył się przegraną Peru wynikiem 1:2. Drugi mecz grupowy przesiedział na ławce. Trzeci, a tym razem ostatni mecz odbył się przeciwko reprezentacji Kolumbii, który zakończył się bezbramkowy, remisem. 
W ćwierćfinale trafili na reprezentacje Boliwii. Spotkanie zakończyło się zwycięstwem 3:1 na korzyść Peruwiańczyków. W półfinale zmierzyli się z reprezentacją Chile, po zaciętym meczu Peru przegrało wynikiem 2:1 i straciło szansę na finał. W meczu o 3 miejsce Farfán nie wystąpił.
Brał udział w eliminacjach do Mistrzostw Świata w 2018 roku.
Znalazł się w kadrze na Mistrzostwa Świata w 2018 roku. W pierwszym meczu grupowym Peru zmierzyło się z reprezentacją Dani. Duńczycy wygrali to spotkanie wynikiem 1:0. Drugim meczem grupowym było spotkanie przeciwko reprezentacji Francji. Farfán wszedł z ławki na początku drugiej połowy. Spotkanie zakończyło się porażką Peru 0:1, a Peruwiańczycy stracili możliwość wyjścia z grupy. W ostatnim meczu grupowym Farfán pauzował przez wstrząs mózgu.
Rozegrał trzy mecze na Copa América 2019. Pierwsze spotkanie odbyło się naprzeciwko reprezentacji Wenezueli, który zakończył się bezbramkowym remisem (0:0). Drugi mecz odbył się przeciwko reprezentacji Boliwii. Farfán w tym meczu strzelił bramkę i zaliczył asystę. Spotkanie zakończyło się zwycięstwem Peru 3:1. Ostatni mecz grupowy został rozstrzygnięty przeciwko reprezentacji Brazylii. Peru zostało zdemolowane przez Canarinhos 5:0. W reszcie meczów na turnieju nie wystąpił z powodu poważnej kontuzji kolana.
16 listopada 2021 roku rozegrał ostatni mecz w reprezentacji. Spotkanie odbyło się na stopniu towarzyskim przeciwko reprezentacji Wenezueli. Farfán wszedł na dwie minuty meczu, które zakończyło się zwycięstwem Peru 2:1.

## Sukcesy

### Schalke 04
- Puchar Niemiec: 2010/11
- Wicemistrz Niemiec: 2009/10
- Uczestnik Ligi Mistrzów: 2010/11, 2012/13, 2013/14
- Uczestnik Ligi Europejskiej: 2011/12

### PSV Eindhoven
- Mistrz Holandii: 2004/05, 2005/06, 2006/07, 2007/08
- Puchar Holandii: 2004/05
- Uczestnik Ligi Mistrzów: 2004/05, 2005/06, 2006/07, 2007/08

### Lokomotiv Moskwa
- Mistrz Rosji: 2017/18
- Puchar Rosji: 2017/18, 2019/20
- Superpuchar Rosji: 2019/20
- Uczestnik Ligi Mistrzów: 2018/19
- Uczestnik Ligi Europejskiej: 2017/18

### Club Alianza Lima
- Mistrz Peru: 2000/01, 2002/03, 2003/04, 2020/21, 2021/22

### Al-Jazira Club
- Mistrz Zjednoczonych Emiratów Arabskich: 2016/17[21]